# Monarcha infelix
Monarcha infelix é uma espécie de ave da família Monarchidae.
É endémica da Papua-Nova Guiné.
Os seus habitats naturais são: florestas subtropicais ou tropicais húmidas de baixa altitude e florestas de mangal tropicais ou subtropicais.
Está ameaçada por perda de habitat.